# Takako Doi
Takako Doi (japanska: 土井たか子?, Doi Takako), född 30 november 1928 i Kobe, död 20 september 2014 i Hyōgo prefektur, var en japansk politiker och talman i det japanska parlamentet. Hon valdes in i underhuset för Japans socialistiska parti (numera Socialdemokratiska partiet, JSP) 1969. Under 1980- och 90-talen var hon en av partiets mest framträdande politiker, och under två perioder dess partiledare, med jämställdhet och bevarandet av den pacifistiska konstitutionen som sina profilfrågor. Mellan 1993 och 1996 var hon underhusets talman första talman, som första kvinna någonsin, och som den första socialdemokraten sedan 1948.
Under Dois första period som partiledare för JSP ledde hon partiet till rekordresultat i parlamentsvalet 1989, och säkrade en plats i den breda koalitionsregeringen 1993. Samtidigt började dock partiet kollapsa, och 1998 lämnade många medlemmar JSP för det nystartade demokratiska partiet. Samtidigt dalade Dois popularitet, och bland annat efter att hennes tidigare apologetiska inställning till Nordkorea uppmärksammats – det avslöjades till exempel att hon så sent som 1987 å partiets vägnar hade lyckönskat Kim Il-sung på födelsedagen. I valet 2003 tappade partiet två tredjedelar av sina mandat i underhuset, och var nu helt marginaliserat. Doi avgick från partiledarposten några år senare, efter att ha misslyckats med att revitalisera partiet.
Takako Doi studerade juridik vid Doshisha universitet i Kyoto, innan hon gav sig in i politiken.